# Thomas-Müntzer-Straße (Naumburg)

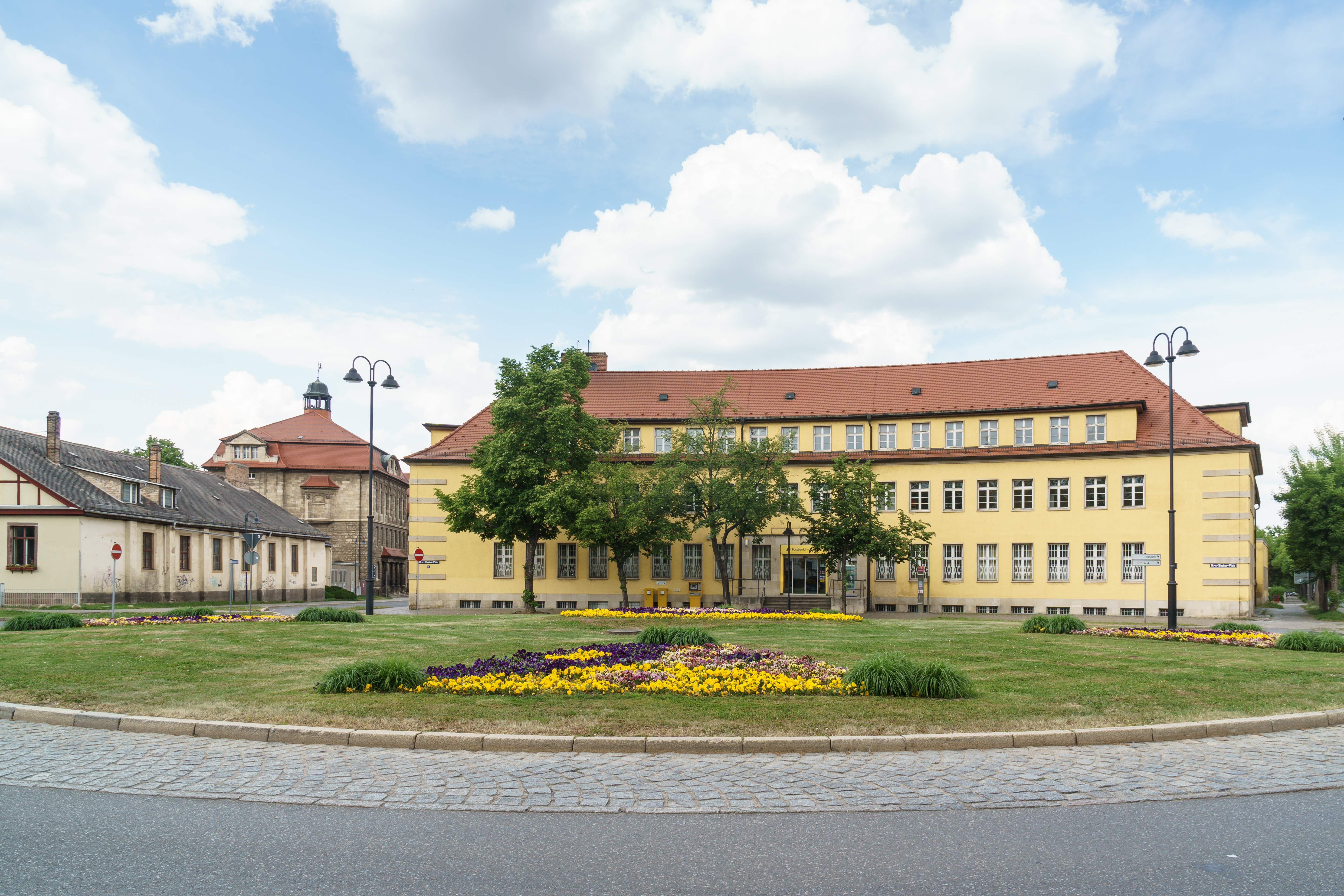
Links im Bild der Beginn der Straße mit dem Neuen Postamt, dem Depot der Straßenbahn und im Hintergrund dem Domgymnasium

Die Thomas-Müntzer-Straße in Naumburg (Saale) verläuft zwischen dem Kreisverkehr an der Hauptpost am Heinrich-von-Stephan-Platz der Jägerstraße. Sie ist eine Anliegerstraße und hat einen fast geraden Verlauf.

## Bauwerke
Als markantestes Gebäude existiert in der Thomas-Müntzer-Straße 22/23 ein gründerzeitliches, aus Kalkstein erbautes Schulgebäude. Es ist mit der Denkmalnummer 094 83181 im sachsen-anhaltischen Denkmalverzeichnis vermerkt, siehe die Liste der Kulturdenkmale in Naumburg (Saale). Zumindest bis zum Ende der DDR waren dort eine Erweiterte Oberschule sowie die Volkshochschule Naumburg beherbergt. Später war dort das Lepsiusgymnasium ansässig, benannt nach dem in Naumburg geborenen Ägyptologen Richard Lepsius. Heute heißt dieses „Domgymnasium“. Die Volkshochschule, die darin auch ansässig war, zog später in das Schulgebäude in der Naumburger Seminarstraße um.
Den Bereich der Einmündung der Thomas-Müntzer-Straße in den Heinrich-von-Stephan-Platz säumen das historische Depot der Naumburger Straßenbahn sowie das Neue Postamt Naumburg.